# 池田元久
池田 元久（いけだ もとひさ、1940年〈昭和15年〉12月20日 - 2024年〈令和6年〉1月22日）は、日本の元政治家。位階は従三位。衆議院議員を6期務めた。経済産業副大臣（菅直人第1次改造内閣・菅直人第2次改造内閣）、財務副大臣（菅直人内閣）、衆議院懲罰委員長・外務委員長・厚生労働委員長を務めた。

## 経歴
神奈川県立湘南高等学校、早稲田大学政治経済学部を卒業。1964年、NHKに入局。
1990年、NHKを退職し、第39回衆議院議員総選挙に日本社会党公認で立候補し、中選挙区時代の旧神奈川4区より初当選。しかし1993年の第40回衆議院議員総選挙では新党ブームに乗る新生党や日本新党、新党さきがけの躍進の煽りを受けて社会党は惨敗し、池田も落選した。その後社会党は党名を社会民主党に改めるが退潮傾向に歯止めがかからず、池田は社民党を離党し、山花貞夫元社会党委員長や、横路孝弘元北海道知事、新党さきがけを離党した菅直人、鳩山由紀夫らを中心に結党した旧民主党に入党。小選挙区比例代表並立制導入後初めて実施された第41回衆議院議員総選挙では民主党公認で神奈川6区から立候補し、3年ぶりに国政へ復帰した。2000年の第42回衆議院議員総選挙で3選。
2003年の第43回衆議院議員総選挙では小選挙区で公明党の上田勇に僅差で敗れたが、重複立候補していた比例南関東ブロックで復活し、4選。2005年の第44回衆議院議員総選挙では上田に約2万票差で敗れ、比例復活もならず落選する。しかし翌2006年、偽メール問題で永田寿康が議員辞職したため、比例南関東ブロックで次点だった池田が繰り上げ当選し、5選。
2009年の第45回衆議院議員総選挙では民主党への追い風に乗り、公明党の上田勇を破り6選を果たした。同年12月3日に発足した「宗教と民主主義研究会」の会長に就任。
2010年6月、野田佳彦財務副大臣が菅直人内閣で財務大臣に就任し、池田が後任の財務副大臣に就任する。池田は民主党の有志議員によるデフレ脱却議員連盟の顧問を務めているため、いわゆる「リフレ派」からは評価されているが、インフレターゲット導入に否定的な日本銀行からは警戒された。同年9月に発足した菅直人第1次改造内閣では経済産業副大臣に就任。

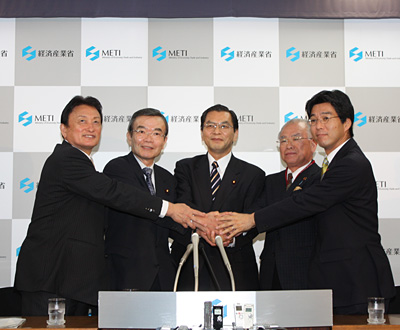
2010年9月21日、記者会見にて
左から中山義活経済産業大臣政務官、池田元久経済産業副大臣、大畠章宏経済産業大臣、松下忠洋経済産業副大臣、田嶋要経済産業大臣政務官

2011年3月11日に発生した東北地方太平洋沖地震に伴う福島第一原子力発電所事故を受けて、同日、原子力災害現地対策本部長に就任。後日、そこで起こった事象を時系列で整理をした上で、事故発生直後の5日間についての覚え書（メモランダム）を作成し自身のホームページで公開している。
4月18日の参議院予算委員会において自民党の脇雅史と岩城光英が、対策本部設置からの1カ月間で本部長が池田をはじめとして頻繁に変わっていることを指摘し、責任ある対応ができないのではないかと意見した。これについて海江田万里経済産業大臣は、本部長が政府への報告で現地を離れる際に菅首相の許可を得て行ったと釈明した。
4月11日以降は池田が務めたが、5月31日の衆議院東日本大震災復興特別委員会における自民党の西村康稔に対する海江田の答弁により、池田が5月19日から体調不良で入院し経産省原子力安全・保安院次長が本部長を代行していることが判明した。6月1日、後任に田嶋要経済産業大臣政務官が就任。池田は5月22日の退院後は自宅で療養し6月2日に公務に復帰。退院直後に海江田から本部長への早期復帰を要請され、それができないなら副大臣を辞任するよう求められていたことを明かした。その後、9月の野田内閣発足に伴い、経済産業副大臣を退任。同月、衆議院厚生労働委員長に就任。
2012年の第46回衆議院議員総選挙では神奈川6区で前回の選挙で降した上田に敗れ、比例復活ならず落選する。
2015年4月の春の叙勲で、旭日重光章を受章する。
2024年1月22日、肝細胞がんのため、東京都内の病院で死去した。 83歳没。死没日付をもって従三位に叙された。

## 政策・主張
- 選択的夫婦別姓制度導入に賛成[14]。
- 静岡空港建設反対の国会議員署名活動で署名者に加わっている[15]。

## 所属団体・議員連盟
- 恒久平和のために真相究明法の成立を目指す議員連盟